# Operação Vento Constante
Operação Vento Constante (inglês: Operation Frequent Wind) foi o plano de uma operação de emergência de evacuação de pessoal da cidade de Saigon por helicópteros, realizado pelos Estados Unidos durante os últimos dias da Guerra do Vietnã, em abril de 1975.
O plano foi baseado numa operação similar realizada com sucesso pelos norte-americanos algumas semanas antes no Cambodja, chamada Operation Eagle Pull, que retirou pelo ar centenas de pessoas da capital Phnom Penh, quando ela foi tomada pelas forças do Khmer Vermelho.

## A operação
‘Vento Constante’ foi o segundo nome-código usado para a operação, depois que o original, ‘Talon Vise’, foi decifrado. Um código, que seria usado como sinal de início da operação, foi distribuído para a imprensa e para os civis norte-americanos na cidade de Saigon. Este código era uma notícia inserida na rádio das forças armadas, um comentário de que a temperatura estava subindo, seguida de oito notas da música ‘White Christmas’. (os jornalistas japoneses achavam que não reconheceriam a música e pediam aos americanos que a cantassem para eles).
Enquanto o plano de evacuação era montado apressadamente, milhares de sul-vietnamitas tentavam escapar da aproximação e cerco das forças comunistas. Com tantas pessoas desesperadas e tantos civis de posse do conhecimento dos códigos de segurança, a segurança foi quebrada assim que as notas foram tocadas na rádio. Quando a operação em si começou, na manhã de 29 de abril de 1975, milhares de vietnamitas tentaram fugir para a embaixada dos Estados Unidos em Saigon ou para o que se imaginava fosse ela. Uma das zonas de pouso de helicóptero que se imaginava fosse a embaixada, era um conjunto de apartamentos a alguns a quarteirões dela, usado como moradia de diplomatas, que acabou tendo pessoas recolhidas por helicópteros em seu telhado, em imagem que acabou se tornando famosa em todo o mundo. A guarda de segurança da embaixada, formada por Marines, foi o último contingente de cidadãos norte-americanos a deixar o solo sul-vietnamita, às 07h58 da manhã de 30 de abril, do teto da verdadeira embaixada.

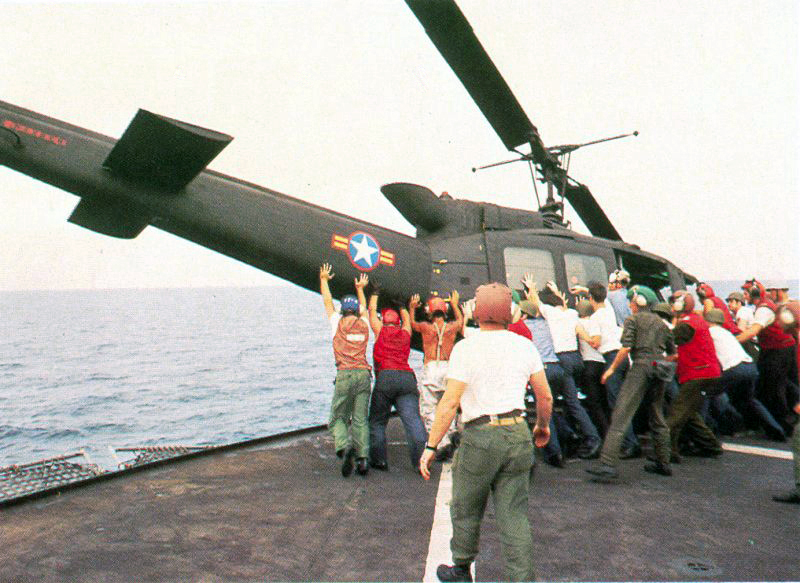
Helicóptero jogado ao mar pela tripulação de navio de resgate.

A operação durou aproximadamente 24 horas, entre as manhãs de 29 e 30 de abril, imediatamente antes da entrada das forças comunistas em Saigon, e retirou por ar 1 373 cidadãos norte-americanos, mais 5 595 vietnamitas e pessoas de outras nacionalidades, utilizando helicópteros militares dos dois países e da Air America, transportadas até os porta-aviões e navios da frota americana estacionada ao largo de Saigon. A quantidade de helicópteros sul-vietnamitas chegando aos navios era tal, que vários foram jogados ao mar para abrir espaço para os que pousavam. Alguns, não tendo onde pousar, aterrissavam próximos aos navios, com seus pilotos esperando até o último instante para saltar e ser resgatado pelos barcos de salvamento.
Muitos dos vietnamitas resgatados, a maioria funcionários civis e militares do regime que caía e representantes da vida social e política do Vietnã do Sul, tiveram permissão para entrar e morar nos Estados Unidos pelo Ato de Assistência a Refugiados e Imigração da Indochina (Indochina Migration and Refugee Assistance Act). O número total de vietnamitas evacuados (ou auto-evacuados) pela Operação Vento Constante e que acabaram sob custódia dos Estados Unidos para processamento como refugiados para entrar em território americano totalizou 138 869 pessoas.